# Снагово
Снагово је насељено мјесто у општини Зворник, Република Српска, БиХ. Према попису становништва из 2013. у насељу је живјело 168 становника.
Овде су пронађени посмртни остаци жртава из Другог светског рата.

## Становништво
| Националност | 1991. | 1981. | 1971. |
| Срби         | 391   | 498   | 508   |
| Муслимани    | 97    | 167   | 8     |
| Југословени  | 2     | 15    |       |
| Остали       | 6     | 4     |       |
| Укупно       | 496   | 684   | 516   |

| Демографија | Демографија | Демографија |
| Година      | Становника  | Становника  |
| ----------- | ----------- | ----------- |
| 1948.       | 318         |             |
| 1953.       | 394         |             |
| 1961.       | 456         |             |
| 1971.       | 516         |             |
| 1981.       | 684         |             |
| 1991.       | 496         |             |
| 2013.       | 168         |             |